# Boudewijn Zenden
Boudewijn Zenden (* 15. srpen 1976, Maastricht) je bývalý nizozemský fotbalista. Hrával na pozici záložníka.
S nizozemskou fotbalovou reprezentací získal bronzovou medaili na mistrovství Evropy roku 2000 a 2004. Zúčastnil se též světového šampionátu roku 1998, kde Nizozemci skončili čtvrtí. Celkem za národní tým odehrál 54 utkání a vstřelil 7 branek.
S FC Liverpool získal roku 2005 Superpohár UEFA. S PSV Eindhoven se stal mistrem Nizozemska (1996/97), s FC Barcelona mistrem Španělska (1998/99). S PSV získal též nizozemský pohár (1995/96), s Liverpoolem FA Cup (2005/06).
Roku 1997 získal cenu Johanna Cruyfa pro nizozemský talent roku.
Měl přezdívku Bolo.